# أصول الفلسفة والمنهج الواقعي

صورة لغلاف الكتاب

اصول فلسفه وروش رئالیسم هو كتاب باللغة الفارسيّة في الفلسفة الإسلاميّة من تأليف محمد حسين الطباطبائي، ويُعرف في اللغة العربيّة بعناوين مختلفة، منها أصول الفلسفة وأصول الفلسفة والمنهج الواقعي وأسس الفلسفة والمذهب الواقعي. ويقع الكتاب في أربعة عشر مقالة.

## ترجماته إلى العربيّة
- جعفر السبحاني: ترجمه بعنوان أصول الفلسفة، ولم يلتزم في الترجمة بالحرفيّة وإنّما خرج عن النص، إذ أكّد ذلك في تقديمه للكتاب بقوله: «لست أدّعي أنّي قمت بترجمة عبائره حرفيَّاً بل كلّما أدّعيه أنّني قد استوفيت مقاصد الكتاب بأوضح العبارات وأيسرها جهد الإمكان»[1]، ومع ذلك، فإنّ هذه الترجمة قد أقرّها المؤلّف بعد أن نظر فيها وكتب كلمة لها مثنياً على جهود المترجم بقوله: «أتى بأجمل ممّا كنت أقدّره وجاء بأغزر ممّا كنت أؤمّله».[2]
- عمار أبو رغيف: ترجمه بعنوان أصول الفلسفة والمنهج الواقعي.
- محمد بن عبد المنعم الخاقاني.